# Gornja Velika (Preseka)
Gornja Velika je naseljeno mjesto u Republici Hrvatskoj u Zagrebačkoj županiji. 

## Zemljopis
Administrativno je u sastavu općine Preseka. Naselje se proteže na površini od 1,69 km².

## Stanovništvo
Prema popisu stanovništva iz 2001. godine u naselju Gornja Velika žive 82 stanovnika i to u 28 kućanstava. Gustoća naseljenosti iznosi 48,52 st./km².
| broj stanovnika |       |       |       | 142   | 315   | 377   | 364   | 412   | 207   | 201   | 200   | 149   | 127   | 100   | 82    | 62    | 54    |
|                 | 1857. | 1869. | 1880. | 1890. | 1900. | 1910. | 1921. | 1931. | 1948. | 1953. | 1961. | 1971. | 1981. | 1991. | 2001. | 2011. | 2021. |

## Šport
- NK Bilogora Gornja Velika (nogomet)